# Abgrenzungsrechnung
Die Abgrenzungsrechnung ist in der Betriebswirtschaftslehre ein Instrument der Datenermittlung und -aufbereitung im Rahmen der Kosten- und Leistungsrechnung (KLR).
Die KLR erhält ihre Rohdaten aus Finanz- und Steuerbuchhaltung, Betriebsstatistik, externen Quellen sowie durch Eigenerstellung (zum Beispiel kalkulatorische Kosten) und ist heute in größeren Unternehmen Bestandteil von Enterprise-Resource-Planning-Systemen, woraus sie weitere Rohdaten wie beispielsweise Arbeitspläne und Stücklisten für die Kalkulation und Ausführungszahlen von Prozessen für eine Prozesskostenrechnung erhält.
Die Aufbereitung und Verarbeitung dieser Rohdaten erfolgt nach bestimmten Kriterien der Kostenentstehung und -aufteilung. Dabei spricht man allgemein von der Abgrenzungsrechnung, im Speziellen von Kostenartenrechnung, Kostenstellenrechnung und Kostenträgerrechnung.
Eine wesentliche Aufgabe der Abgrenzungsrechnung besteht darin, aus allen Aufwendungen und Erträgen des GuV-Kontos der Finanzbuchhaltung diejenigen Aufwendungen und Erträge herauszufiltern, die neutral sind und deshalb nicht in die Kosten- und Leistungsrechnung übernommen werden dürfen. Zunächst sind also die neutralen Aufwendungen und Erträge von den Kosten und Leistungen abzugrenzen. Dann sind die kalkulatorischen Kosten in die Ergebnistabelle einzuführen. Das Ergebnis sind die Kosten und Leistungen des Unternehmens in der betreffenden Abrechnungsperiode.
Dieser Teil der Abgrenzungsrechnung wird auch unternehmensbezogene Abgrenzung genannt. Die Abgrenzungsrechnung wird außerhalb der Finanzbuchhaltung in Form der Ergebnistabelle durchgeführt.
Nicht jeder Aufwand muss ein betriebsbezogener Aufwand und damit Kosten und nicht jeder Ertrag eine Leistung sein. Wenn beispielsweise ein Schreinermeister nebenbei das Obergeschoss der Werkstatt vermietet, ist das nicht der eigentliche Geschäftszweck und somit kein betriebsbezogener Vorgang. Deshalb stellen beispielsweise die daraus hervorgegangenen Mieterträge und Reparaturaufwendungen keine Leistungen bzw. Kosten dar.
Die Abgrenzung kann entweder zeitlich oder betrieblich sein und es muss zwischen Anderskosten und Zusatzkosten unterschieden werden.

## Zeitliche Abgrenzung
Die zeitliche Abgrenzung durch Rechnungsabgrenzung hat die Aufgabe, die Kostenarten periodenrein zu machen, das heißt, Vorauszahlungen auszuscheiden und finanzielle Rückstände zu addieren, um genau die Kosten und Leistungen einer Periode zu erfassen, die für die KLR relevant sind. Zeitlich müssen oft folgende Posten teilweise abgegrenzt werden:
- Miete,
- Versicherungsprämien,
- Energiekosten,
- Lohn- und Gehaltsnebenkosten inklusive der Nichtleistungslöhne und der Nichtleistungsgehälter,
- Lohn- und Gehaltsvorschüsse oder
- Lohn- und Gehaltsrückstände.

Wenn beispielsweise ein Unternehmen in der Periode Januar die Miete für ein halbes Jahr (sechs Monate) bezahlt und aus der Finanzbuchhaltung die Information kommt, dass dafür 6000 Euro ausgegeben wurden, dann wird dieser Betrag von der KLR periodenrein gemacht, indem fünf Sechstel des Betrages für die Periode Januar zeitlich abgegrenzt werden. Das heißt, dass für die KLR in der Periode Januar Mietkosten in der Höhe von 1000 Euro entstanden sind und 5000 Euro zeitlich abgegrenzt wurden und dem nächsten Geschäftsjahr belastet werden.

## Betriebliche Abgrenzung
Die betriebliche Abgrenzung hat die Aufgabe, neutrale Aufwendungen auszuscheiden und kalkulatorische Kosten zu addieren. Betrieblich müssen häufig folgende Posten abgegrenzt werden:
- Außergewöhnliche betriebliche Aufwendungen,
- betriebsfremder Aufwand,
- periodenfremder Aufwand,
- Bilanzmäßige Abschreibungen,
- Bilanzmäßige Fremdkapitalzinsen,
- Sonstige Aufwendungen, die für die Kostenrechnung keine Bedeutung haben,
- kalkulatorische Abschreibung,
- kalkulatorische Miete,
- kalkulatorischer Unternehmerlohn,
- kalkulatorische Wagnisse,
- kalkulatorische Zinsen oder
- umgewertete Aufwendungen, die in der Kostenrechnung zu beachten sind.

Wenn beispielsweise eine Werbeagentur Wertpapiere als langfristige Finanzanlage hält, dann müssen die Erträge aus diesen Wertpapieren (z. B. Zinszahlungen) in der KLR vollständig vom Betrieb abgegrenzt werden, da sie nichts mit dem eigentlichen Betriebszweck des Unternehmens zu tun haben. Sie stellen deshalb keine Leistung in der KLR dar. In der Finanzbuchhaltung werden sie jedoch als Erträge gebucht.